# Hormona protoracicotrópica
La hormona protoracicotrópica (HPTT) fue la primera hormona de insecto descubierta. Originalmente, los primeros investigadores como Stefan Kopeć (1922) y Vincent Wigglesworth (1934), la describieron como "hormona cerebral". Wigglesworth observó que, al ligar la cabeza de insectos inmaduros, podía impedir la muda o la formación de la pupa en la región de cuerpo más allá de la ligadura si esta se realizaba antes de una edad crítica del ciclo vital. Después de un cierto punto en el ciclo, la ligadura no tenía efecto y ambas secciones pasaban por la muda y pupación. En otros experimentos, la implantación de un cerebro coespecífico a un abdomen fijo ligado o a un abdomen en diapausa podía inducir la muda y pupación. Por eso se  pensó que el cerebro era la fuente de la hormona que induce la muda del insecto.
Más tarde se estableció que el cerebro de los insectos produce varias hormonas, pero la que causaba los efectos observados por Kopeć y Wigglesworth era la hormona prototoracicotrópica. HPTT es producida por una estructura pequeña en la parte posterior del cerebro llamada cuerpo cardíaco (en algunos insectos el cuerpo alado segrega HPTT). La hormona es segregada en respuesta a estímulos ambientales y como su nombre indica actúa sobre las glándulas protorácicas, las que responden segregando la hormona de muda (un ecdiesteroide) que se vierte en la hemolinfa. La hormona de muda estimula el proceso de muda.